# Epidalea calamita
Epidalea calamita е вид земноводно от семейство Крастави жаби (Bufonidae), единствен представител на род Epidalea.

## Разпространение
Видът е разпространен в Австрия, Беларус, Белгия, Великобритания, Германия, Дания, Естония, Ирландия, Испания, Латвия, Литва, Люксембург, Нидерландия, Полша, Португалия, Русия, Словакия, Украйна, Франция, Чехия, Швейцария и Швеция.